# Ascension (John Coltrane)
(Riportato in John Coltrane - Con il blues nell'anima di Alberto Rodriguez, in Musica Jazz, dicembre 1981)
Ascension è il 18° album discografico di John Coltrane, pubblicato dall'etichetta Impulse! Records nel 1966. È il disco che vede Coltrane aderire completamente all'estetica del free jazz.
Si tratta di un disco dall'assimilazione molto ostica ed impegnativa, anche dopo ripetuti ascolti chi non è avvezzo a questo tipo di musica può avere la sensazione di stare ascoltando del semplice caos senza senso, anche se in verità tutto fu attentamente pianificato da Coltrane.
Viene spesso considerato un album "spartiacque" nella discografia di Coltrane, essendo gli album precedenti più tradizionali nella struttura, mentre gli album successivi sono più sperimentali e improntati al free jazz. L'album inoltre testimonia l'esigenza da parte di Coltrane di suonare con un organico più ampio rispetto a quello del quartetto, da lui utilizzato nei suoi precedenti lavori. Lo stesso titolo dell'album, "ascension", in italiano "ascensione", è emblematico nel definire il concetto di ricerca e scoperta musicale che sta alla base dell'opera. Un tirocinio spirituale che attraverso l'apparente caos organizzato, procura la perfezione interiore e il distacco dal mondo e dagli istinti. L'ascesi assoluta dell'artista.

## Il disco

### Origine e storia
Verso la metà degli anni sessanta, Coltrane si sentiva sempre più affine all'ala più avanguardista e sperimentale del free jazz, sentendo l'urgenza di nuove forme di espressione artistica per la sua musica. Nel corso degli anni, grazie alla fama acquisita, era diventato anche una sorta di nume tutelare per l'avanguardia. Nel marzo del 1965 aveva partecipato ad un concerto "politico" intitolato New Black Music, organizzato a favore della Black Arts Repertory Theatre-School. Raccomandò e sostenne diversi artisti, come per esempio Archie Shepp, che fece mettere sotto contratto dalla Impulse! Records. Nondimeno era lui stesso da lungo corso affascinato dalla totale libertà espressiva riscontrabile nelle opere di Albert Ayler, Cecil Taylor, e Ornette Coleman (nel 1960 aveva inciso una specie di album tributo a Coleman con The Avant-Garde quando era ancora sotto contratto con la Atlantic, disco che però venne pubblicato solo nel 1966 dopo Ascension). In particolar modo, era Free Jazz: A Collective Improvisation, il disco registrato con un doppio quartetto da Coleman nel 1960, che Coltrane aveva in mente come riferimento quando si accinse ad incidere Ascension.
(Albert Ayler)

### Registrazione e pubblicazione
Il 28 giugno 1965, John Coltrane riunì in studio dieci musicisti per la sessione di registrazione. Oltre ai membri del suo quartetto abituale (McCoy Tyner, Elvin Jones, Jimmy Garrison), chiamò il contrabbassista Art Davis (che aveva già affiancato in diverse occasioni Jimmy Garrison), i trombettisti Freddie Hubbard e Dewey Johnson, i sassofonisti contralti Marion Brown e John Tchicai, e i tenorsassofonisti Pharoah Sanders e Archie Shepp. Anche il batterista Rashied Ali avrebbe dovuto far parte del gruppo convocato in studio per la registrazione di Ascension, ma declinò l'invito di Coltrane poco prima dell'inizio della sessione. Il gruppo, guidato dalle indicazioni di Coltrane, realizzò un lungo pezzo strumentale di quaranta minuti che collegava passaggi improvvisati di musica dissonante a tratti cacofonica con assolo intensi da parte dei vari solisti. Il produttore della sessione, Bob Thiele, ricorda che Coltrane all'inizio dell'incisione, distribuì delle partiture indicative di quanto si sarebbe dovuto suonare, di cui però non restano tracce. Per quanto riguarda gli assolo personali, Coltrane non diede particolari indicazioni ai musicisti lasciando loro ampia libertà di manovra, si limitò a dire che dovevano finire in crescendo. I passaggi d'insieme furono invece più strutturati. C'erano degli accordi prestabiliti, ma a quanto pare erano opzionali, è più esatto dire che le sezioni in cui suona l'intero organico sono costituite su una progressione di modi, piuttosto che di accordi, con i cambiamenti di modalità segnalati da Coltrane, dal pianista McCoy Tyner, e dal trombettista Freddie Hubbard.
Nelle note di copertina dell'album, Shepp disse: «I passaggi d'insieme erano basati su accordi, ma questi accordi erano facoltativi [...] in quegli accordi discendenti c'è un centro tonale stabilito, come un si bemolle minore, ma si possono percorrere diverse strade per arrivare a quel centro».
Ormai Coltrane si stava allontanando a grandi passi dall'idea di un tempo costante, in seguito la sua musica non avrebbe più avuto né una linea di basso portante, né un ritmo ben definito. Ascension è basato liberamente su scale musicali. Il musicologo David Such vi distingue 4 scale: si bemolle minore, re frigio, sol bemolle lidio, e fa frigio, suonate in crescendo ed inframezzate dagli assolo dei musicisti. La sezione fiati di Coltrane è saldamente ancorata ad una sezione ritmica monolitica, incentrata sul pianista McCoy Tyner, sui contrabbassisti Jimmy Garrison e Art Davis, e il batterista Elvin Jones. In Ascension (e, a differenza che in Free Jazz di Coleman), all'ensemble di gruppo si alternano assoli nei quali i solisti occupano democraticamente circa lo stesso spazio di esecuzione.
Furono registrate due versioni di Ascension. La seconda versione, in ordine cronologico di registrazione, fu pubblicata su LP nel febbraio 1966, ma dopo pochi mesi fu ritirata dal commercio su richiesta dello stesso John Coltrane; questa versione è oggi conosciuta come "Edition I", benché nell'LP originale non fosse identificata con questo titolo. Essa fu in seguito rimpiazzata dalla prima versione, che si differenzia per un diverso ordine di entrata degli assoli e per l'assenza dell'assolo di batteria di Elvin Jones. Quest'ultima è la versione accettata come definitiva da Coltrane e oggi nota come "Edition II". La ristampa su CD comprende entrambe le versioni.
In entrambe le versioni di Ascension gli assoli sono inframmezzati da sezioni in cui suona l'intero organico. Il tema di cinque note esposto nella sezione iniziale e in quella conclusiva deriva dal riff di basso che costituiva il tema principale di A Love Supreme, al quale è in qualche modo assimilabile.

### Ordine degli assoli
L'ordine degli assoli è il seguente nelle due versioni. Fra parentesi sono indicati i minuti e i secondi dell'edizione su CD.
Edition II:
1. (Tutti iniziale)
2. Assolo di Coltrane (da 3:10 fino a 5:48)
3. (Tutti)
4. Assolo di Johnson (7:45-9:30)
5. (Tutti)
6. Assolo di Sanders (11:55-14:25)
7. (Tutti)
8. Assolo di Hubbard (15:40-17:40)
9. (Tutti)
10. Assolo di Tchicai (18:50-20:00)
11. (Tutti)
12. Assolo di Shepp (21:10-24:10)
13. (Tutti)
14. Assolo di Brown (25:10-27:16)
15. (Tutti)
16. Assolo di Tyner (29:55-33:26)
17. Duetto fra Davis e Garrison (33:26-35:50)
18. (Tutti conclusivo).

Edition I:
1. (Tutti iniziale)
2. Coltrane
3. Johnson
4. Sanders
5. Hubbard
6. Shepp
7. Tchicai
8. Brown
9. Tyner
10. Duetto fra Davis e Garrison
11. Jones
12. (Tutti conclusivo)

## Tracce

### Versione LP(1966)
Lato 1
Musiche di John Coltrane.
1. Ascension (Part 1) – 18:35

Lato 2
Musiche di John Coltrane.
1. Ascension (Part 2) – 19:15

### Versione CD(2000)
Musiche di John Coltrane.
1. Ascension (Edition II) – 40:56
2. Ascension (Edition I) – 38:31

## Formazione

### Musicisti
- Marion Brown - sassofono contralto
- John Coltrane - sassofono tenore
- Art Davis - contrabbasso
- Jimmy Garrison - contrabbasso
- Freddie Hubbard - tromba
- Dewey Johnson - tromba
- Elvin Jones - batteria
- Pharoah Sanders - sassofono tenore
- Archie Shepp - sassofono tenore
- John Tchicai - sassofono contralto
- McCoy Tyner - pianoforte

### Produzione
- Bob Thiele - produzione
- Rudy Van Gelder - ingegnere del suono
- Charles Stewart - fotografia di copertina
- Robert Flynn/Viceroy - cover design

## Critica
| Recensione                          | Giudizio |
| ----------------------------------- | -------- |
| AllMusic                            | [ 9 ]    |
| The Penguin Guide to Jazz           | [ 10 ]   |
| The Rolling Stone Jazz Record Guide | [ 11 ]   |
| Rolling Stone Album Guide           | [ 12 ]   |
| Piero Scaruffi                      | [ 13 ]   |

Anche se generalmente ben visto dalla critica di settore, le opinioni circa Ascension si dividono a tutt'oggi tra chi reputa il disco un esperimento sonoro incoerente ed inascoltabile e chi invece pensa sia l'espressione di un sentimento spirituale ineffabile (e questa era l'intenzione di Coltrane) e un capolavoro assoluto del free jazz. Tutti concordano sul fatto che la musica in esso sia slegata, disarticolata e talvolta duramente atonale, ma la differenza nell'approcciarsi all'album sta nel come viene ascoltato ed apprezzato.
Ha scritto Arrigo Polillo: «Come aveva già fatto Coleman per Free Jazz, egli [Coltrane, N.d.R.] concepì la sua opera-esecuzione-rito come una serie di assoli liberamente improvvisati, raccordati fra loro da passaggi d'assieme preordinati; questi ultimi sono basati su accordi, però opzionali, mentre altre parti sono atonali. La giustapposizione di idee tonali a passaggi atonali, le sovrapposizioni di brandelli melodici a uno sfondo informale, magmatico, ribollente, la grande tensione dei gridanti assoli e il contrasto di questi con la polifonia collettiva, e infine il tempo veloce concorrono a creare un clima di grande eccitazione. Durante la registrazione - assicura chi c'era - le persone presenti in studio non poterono trattenersi dal gridare».
Il musicista jazz Dave Liebman, commentando Ascension, disse che l'album era "la torcia che ravvivò la fiamma dell'intero movimento free jazz". Chris Kelsey nel suo saggio su Free Jazz: A Subjective History, definisce il disco "uno dei 20 album essenziali del free jazz".
I critici Richard Cook e Brian Morton nell'autorevole Penguin Guide to Jazz così definiscono l'album: «Non esiste un'altra opera simile ad Ascension nel catalogo di Coltrane; nondimeno non c'è niente di paragonabile ad Ascension nell'intera storia del jazz».
Il critico Frank Tenot definì Ascension "una delle più pazzesche orge sonore del secolo".
Il musicologo Carlo Boccadoro nel suo libro Jazz! - Come comporre una discoteca di base, paragona Ascension a Le Sacre du Printemps di Igor' Fëdorovič Stravinskij in termini di potenza espressiva e novità di linguaggio.
Il musicologo Eric Nisenson, pur rilevando l'importanza del disco dal punto di vista della svolta stilistica del suo autore, giudicò a posteriori l'opera "confusionaria", "deludente", e complessivamente un "fallimento", rispetto al successivo Meditations, disco molto più ragionato, sebbene nella medesima corrente stilistica.
Il critico Piero Scaruffi definisce Ascension: "un'esagerata, maniacale orgia timbrica. [...] un continuo flusso di coscienza della durata di 40 minuti che fu un lavoro catartico, un'opera sia libera che sovversiva, affermando lo sciamanico potere dell’artista mentre portava avanti l'esorcismo della sua frustrazione sociopolitica".

## Curiosità

Un fotogramma che ritrae Bernadette Lafont e Serge Marquand nel film Les Stances à Sophie, Francia 1971, dove sullo sfondo è visibile la copertina di Ascension.

- Il trombettista Dewey Johnson, che suona il primo assolo sull'album dopo quello di Coltrane, soffriva di gravi disturbi mentali, non partecipò a nessun'altra registrazione professionale, e di lui si persero le tracce a New York City negli anni ottanta.
- Il critico jazz Arrigo Polillo nel suo libro del 1975 intitolato Jazz, scrive di come Ornette Coleman gli raccontò personalmente di aver ricevuto un telegramma di ringraziamento da parte di Coltrane (con acclusi 30 dollari come forma simbolica del suo sostegno), nel quale il musicista riconosceva i suoi debiti artistici verso di lui e asseriva di essere riuscito finalmente a comprendere fino in fondo la portata rivoluzionaria della musica che Coleman aveva portato avanti fin dai primissimi anni sessanta, solo dopo aver registrato Ascension.[20]
- Nelle note originali di copertina dell'album in LP è indicato erroneamente l'assolo di Shepp al posto di quello di Tchicai.
- La copertina del disco, in formato LP, compare in una scena del film Les Stances à Sophie, Francia 1971, di Moshé Mizrahi.